# Ploské (Košice)
|  | No s'ha de confondre amb Ploské (Banská Bystrica). |

Ploské és un poble i municipi d'Eslovàquia. Es troba a la regió de Košice, a l'est del país.

## Història
La primera referència escrita de la vila data del 1270.

## Demografia
| Godina             | 1994 | 2004    | 2014   | 2024    |
| ------------------ | ---- | ------- | ------ | ------- |
| Nombre de persones | 700  | 811     | 874    | 1032    |
| Diferència         |      | +15,85% | +7,76% | +18,07% |

| Godina             | 2023 | 2024   |
| ------------------ | ---- | ------ |
| Nombre de persones | 1003 | 1032   |
| Diferència         |      | +2,89% |